# Loxosceles similis
Loxosceles similis là một loài nhện trong họ Sicariidae.
Loài này thuộc chi Loxosceles. Loxosceles similis được miêu tả năm 1898 bởi Moenkhaus.